# Harsaphes
Harsaphes (Celui qui est sur son lac) est une divinité égyptienne à tête de bélier assimilée par les Grecs à Héraclès, originaire d'Héracléopolis, étroitement liée à Rê et à Osiris. Il est une divinité solaire liée à la justice.
Son iconographie le représente en général en dieu anthropomorphe criocéphale coiffé de la couronne solaire, composée de la couronne Atef, portée par Osiris, ornée de symboles solaires tels que les uræi et disques solaires.
Il est qualifié de Roi de Haute et Basse-Égypte et de souverain des deux rives à Héracléopolis Magna, affirmant ainsi sa puissance sur les quatre points cardinaux de l'Égypte.
Ce dieu aux origines ancestrales deviendra à la Troisième Période intermédiaire l'une des divinités majeures du pays, accordant la souveraineté au roi et protégeant le pays contre le chaos.